# ピバル酸アミド
ピバル酸アミド（ピバルさんアミド、英: Pivalamide）は、tert-ブチル基を持つ単純なアミドの一種で、化学式はtBu-CO-NH2と表される。
なお、ピバルアミド基（pivalamido group）は、 tBu-CO-NH- と表される置換基である。